# Stadhuis van Hoei

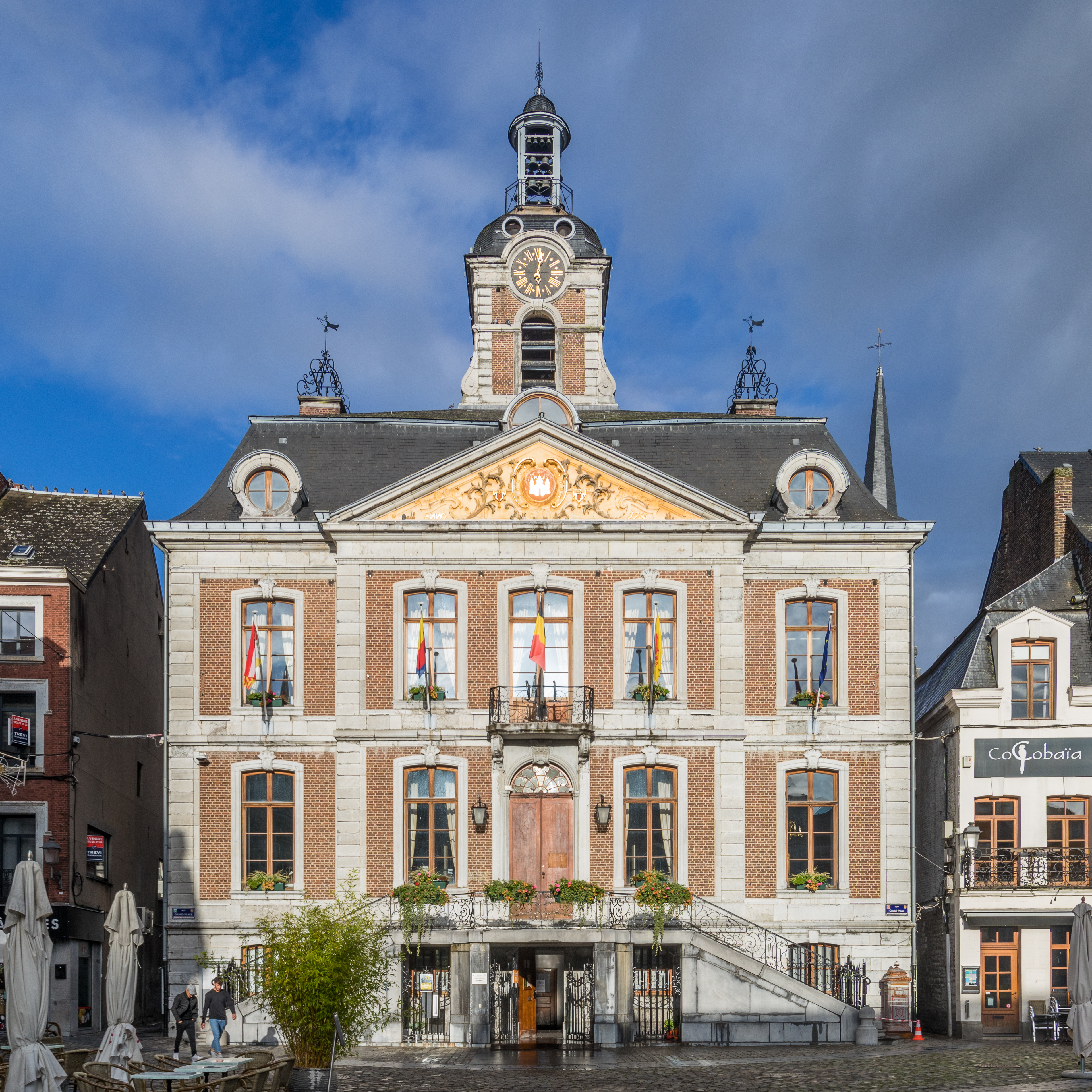
Stadhuis van Hoei

Het stadhuis van Hoei (1765) in België is gebouwd toen Hoei deel uitmaakte van het prinsbisdom Luik. Zij heeft een driehoekig fronton met het wapenschild van de stad en draagt boven op het dak een carillon.

## Historiek
Voor 1765 vergaderden de stadsmagistraten in La Maison du Coq, een oud gebouw uit de 14e eeuw. Ook de kloosters van Hoei ontvingen gilden en andere stedelijke verenigingen voor vergaderingen. Vanaf het einde van de 17e eeuw onttrokken de kloosters zich volledig aan hun verplichting om vergaderingen binnen hun muren toe te laten. De kloosters wisten zich hierin gesterkt door Maximiliaan, prins-bisschop van Luik.
In 1756 stelde burgemeester Masson de Statte, die zetelde namens de prins-bisschop, voor om een nieuw stadhuis te bouwen. Dit plan ging niet door want de burgers zagen de persoonlijke ambities van Masson de Statte niet zitten.
In 1768 schreef het stadsbestuur aan prins-bisschop d'Oultremont een klaagbrief; zo omschreven ze La Maison du Coq als een bouwvallig krot. Het plan van Masson de Statte kwam opnieuw op tafel en de prins-bisschop stemde hiermee in. Het nieuw stadhuis kwam op de plaats van het Graanhuis. Om de financiering rond te krijgen werden bruikbare stukken uit het Graanhuis verkocht, alsook de grote klok van het voormalige belfort. Het belfort bestond niet meer want het moest afgebroken worden in 1739 na een instorting. Het belfort bevond zich naast het Minderbroedersklooster op een heuvel in het midden van de stad. De grote klok had de bijnaam Clok-Powr, wat in het lokale dialect zoveel betekent als alarmbel. De overige klokken van het belfort werden behouden voor het te bouwen stadhuis.
Aannemer-architect Jean-Gilles Jacob uit Hermalle-sous-Huy voerde de opdracht uit voor een bedrag van 40.000 Luikse florijnen. De bouw startte in 1765-1766 en eindigde in 1787. De verkoop van de historische Clok-Powr viel moeilijk bij de stedelingen, want voor hen was het een prestigeverlies ten opzichte van andere steden van het prinsbisdom Luik. Daarom moest Jacob zijn plannen aanpassen terwijl de bouw al begonnen was. Jacob tekende een klokkentoren in het midden van het dak - wat niet voorzien was - zodat de klokkentoren steunde op de centrale hal. De toren kon aldus 37 klokken dragen. Tweeëntwintig van de 37 klokken kwamen van het voormalige belfort; 15 klokken werden nieuw aangekocht.
Het stadhuis werd erkend als beschermd erfgoed van Wallonië in 1966.